# Spyridium
Genre
Spyridium est un genre de plantes à fleurs de la famille des Rhamnaceae. Ce sont des plantes buissonnantes originaires du sud de l'Australie.

## Principales espèces
- Spyridium bifidum (F.Muell.) Benth.
- Spyridium burragorang K.R.Thiele
- Spyridium buxifolium (Fenzl) K.R.Thiele
- Spyridium cinereum N.A.Wakef.
- Spyridium coactilifolium Reissek
- Spyridium complicatum F.Muell.
- Spyridium cordatum (Turcz.) Benth.
- Spyridium daltonii (F.Muell.) Kellermann
- Spyridium denticuliferum Diels
- Spyridium divaricatum Benth.
- Spyridium eriocephalum Fenzl
- Spyridium glaucum Rye
- Spyridium globulosum (Labill.) Benth.
- Spyridium gunnii (Hook.f.) Benth.
- Spyridium halmaturinum (F.Muell.) Benth.
- Spyridium kalganense Diels
- Spyridium lawrencei (Hook.f.) Benth.
- Spyridium leucopogon F.Muell.
- Spyridium majoranifolium (Fenzl) Rye
- Spyridium microcephalum (Turcz.) Benth.
- Spyridium microphyllum (Reissek) Druce
- Spyridium minutum Rye
- Spyridium montanum Rye
- Spyridium mucronatum Rye
- Spyridium nitidum N.A.Wakef.
- Spyridium obovatum (Hook.) Benth.
- Spyridium oligocephalum (Turcz.) Benth.
- Spyridium parvifolium(Hook.) F.Muell.
- Spyridium phlebophyllum (F.Muell.) F.Muell.
- Spyridium phylicoides Reissek
- Spyridium polycephalum (Turcz.) Rye
- Spyridium riparium Rye
- Spyridium scortechinii (F.Muell.) K.R.Thiele
- Spyridium spadiceum (Fenzl) Benth.
- Spyridium spathulatum (F.Muell.) Benth.
- Spyridium subochreatum (F.Muell.) Reissek
- Spyridium thymifolium Reissek
- Spyridium tricolor W.R.Barker & Rye
- Spyridium tridentatum Benth.
- Spyridium ulicinum (Hook.) Benth.
- Spyridium vexilliferum (Hook.) Reissek
- Spyridium villosum (Turcz.) Benth.
- Spyridium westringiifolium Benth.
- Spyridium × ramosissimum (Audas) Kellermann